# Piccola santa
Pour plus de détails, voir Fiche technique et Distribution.
Piccola santa est un melodramma strappalacrime italien réalisé par Roberto Bianchi Montero et sorti en 1954.

## Synopsis
Giorgio De Monte est un jeune chirurgien qui espère une brillante carrière, mais sa mère, une comtesse, trouve la profession médicale trop bourgeoise. Elle souhaite que Giorgio épouse Luisa dei principi d'Albore, et quitte la chirurgie pour se consacrer à l'administration de ses domaines. Giorgio aime Luisa, mais comme si elle était une sœur. En voyageant à la campagne avec sa mère, Giorgio a l'occasion de rencontrer Maria, la fille du fermier, dont il tombe amoureux, ce qui est réciproque.
Lorsque le fermier se rend en ville avec sa fille, Maria et Giorgio se rencontrent à plusieurs reprises et la passion les envahit. La mère, qui a remarqué le comportement froid de Giorgio envers Luisa, comprend maintenant pourquoi : elle appelle donc Maria et lui fait comprendre qu'elle n'a été qu'un passe-temps pour son fils. Maria est choquée et confronte Giorgio, lui criant qu'elle ne l'a jamais aimé. Déconcerté et déçu, Giorgio se laisse convaincre de se fiancer officiellement à Luisa. Mais cette dernière, désireuse de consoler Giorgio, lui révèle les complots de sa mère pour le séparer de Maria. Giorgio va ensuite voir Maria, qui est difficilement sur le point d'accoucher d'un enfant, et son intervention en tant que médecin est providentielle. Les deux amants finissent par se marier, avec le consentement de la comtesse.

## Fiche technique
- Titre original italien : Piccola santa[1]
- Réalisateur : Roberto Bianchi Montero
- Scénario : Roberto Bianchi Montero, Antonio Ferrigno, Ermanno Morena
- Photographie : Luigi Kuveiller
- Montage : Guglielmo Garroni
- Musique : Franco Langella
- Décors : Ivo Battelli (it)
- Costumes : Fulvio Barsotti
- Maquillage : Telemaco Trilli, Marisa Tilly
- Production : Antonio Ferrigno
- Société de production : Aeffe Cinematografica
- Pays de production :  Italie
- Langue originale : italien
- Format : Noir et blanc - 1,37:1 - Son mono - 35 mm
- Durée : 93 minutes
- Genre : Melodramma strappalacrime
- Dates de sortie :
  - Italie : 27 novembre 1954

## Distribution
- Virna Lisi : Maria
- Rosario Borelli (it) : Comte Giorgio De Monte
- Tina Lattanzi : Comtesse De Monte
- Virgilio Riento : Nicola
- Rosanna Rory : Luisa dei Duchi d'Albore
- Nino Pavese : Don Michele
- Gianna Antonini : Concetta
- Annette Ciarli
- Mirco Testi